# هانس لیدرمن
هانس لیدرمن (انگلیسی: Hans Ledermann؛ زادهٔ ۲۸ دسامبر ۱۹۵۷) دوچرخه‌سوار اهل سوئیس است.